# Lilicea Vreariei
Lilicea Vreariei är ett studioalbum av den rumänska sångaren Elena Gheorghe. Det gavs ut år 2008 och innehåller 13 låtar. Albumet är inspelat med sångaren Gica Coada.

## Låtlista
| Nr  | Titel                                | Längd |
| --- | ------------------------------------ | ----- |
| 1.  | Nu-Au Armanii Cumu S-Chiara          | 3:53  |
| 2.  | A, Lea Primuveara                    | 3:03  |
| 3.  | Lilicea Vreariei                     | 4:01  |
| 4.  | Canticlu a Picurarlui                | 3:14  |
| 5.  | Ma Cum Vini Eta                      | 2:51  |
| 6.  | Bati Vimtul Bati, Tu Mesea Di Noapti | 2:44  |
| 7.  | Feata Cu Perlu Neali-Neali           | 3:16  |
| 8.  | Di la Aminciu pan' la Ameru          | 5:27  |
| 9.  | Picurar Cu Albi Oi                   | 3:03  |
| 10. | Featili Giucau In Cor                | 2:32  |
| 11. | Ma Ti S-Adar                         | 3:43  |
| 12. | Yina, Yina Gione                     | 3:42  |
| 13. | Mseata Lilici                        | 3:29  |